# Acón
Acón (en latín, Acco) era un jefe de los senones en la Galia, que indujo a sus paisanos a alzarse contra Julio César en el año 53 a. C. Al término de la guerra, y después de una conferencia en Durocórtoro, César hizo que se juzgase a Acón y se le condenara por traición. Como castigo, fue azotado hasta la muerte.